# Hof van Justitie (gebouw)

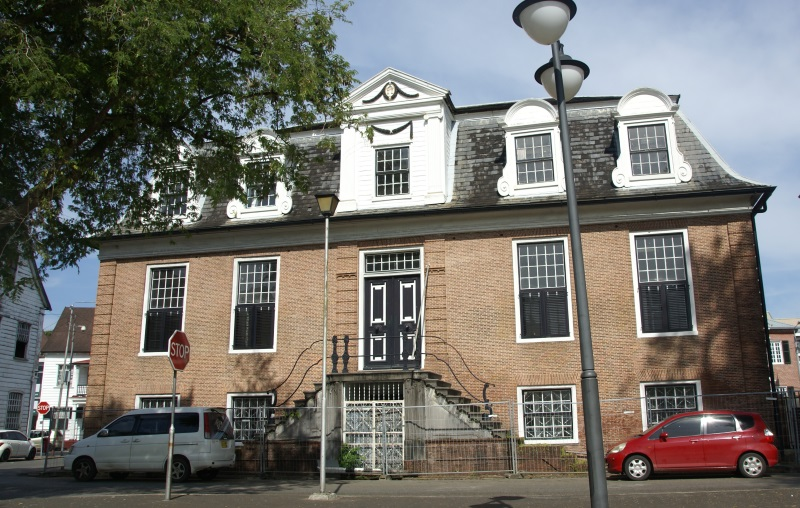
Het gebouw van het Hof van Justitie aan het Onafhankelijkheidsplein 4 in Paramaribo.

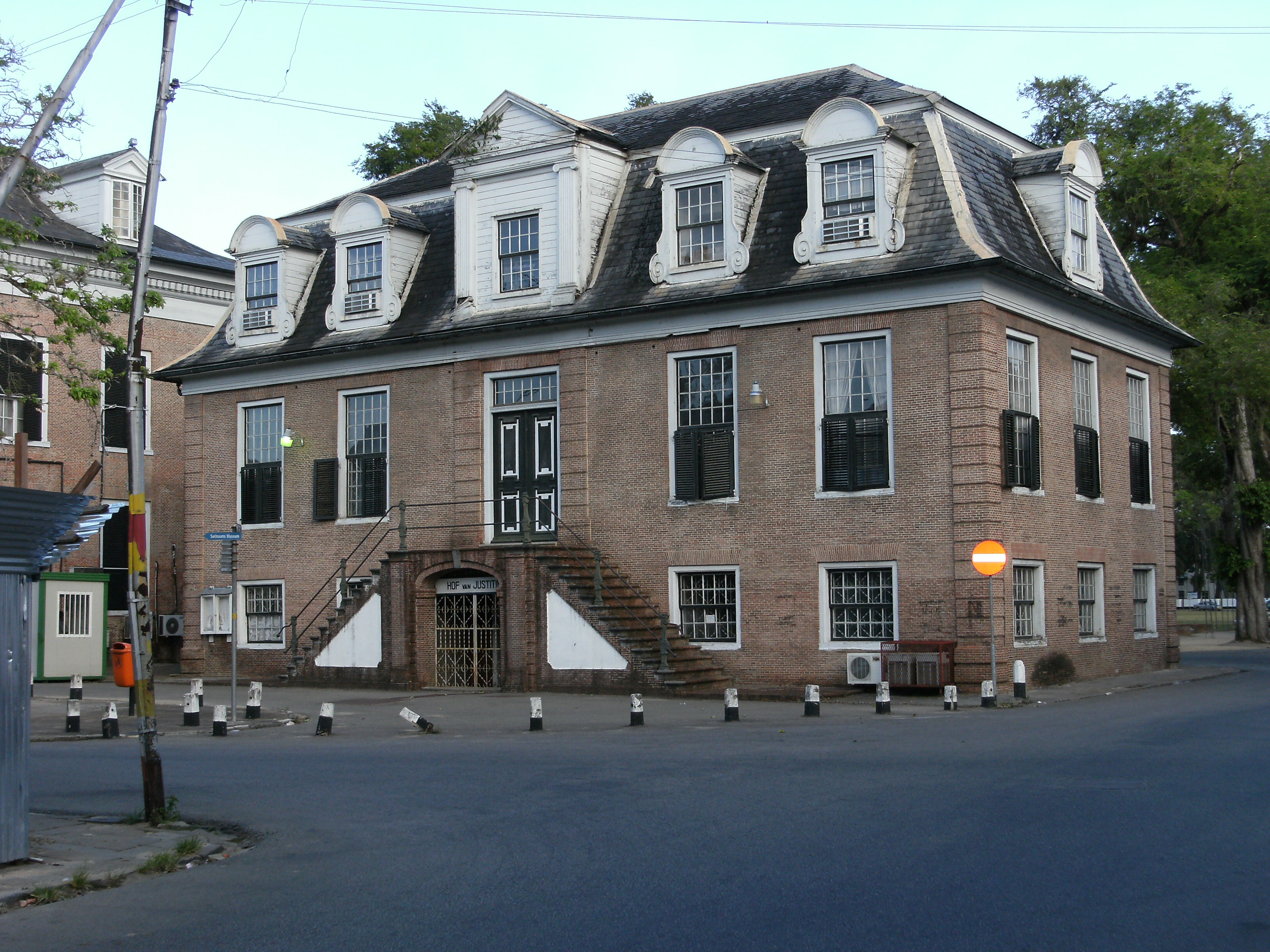
De achterzijde van het Hof van Justitie aan de Mr. Dr. J.C. de Mirandastraat.

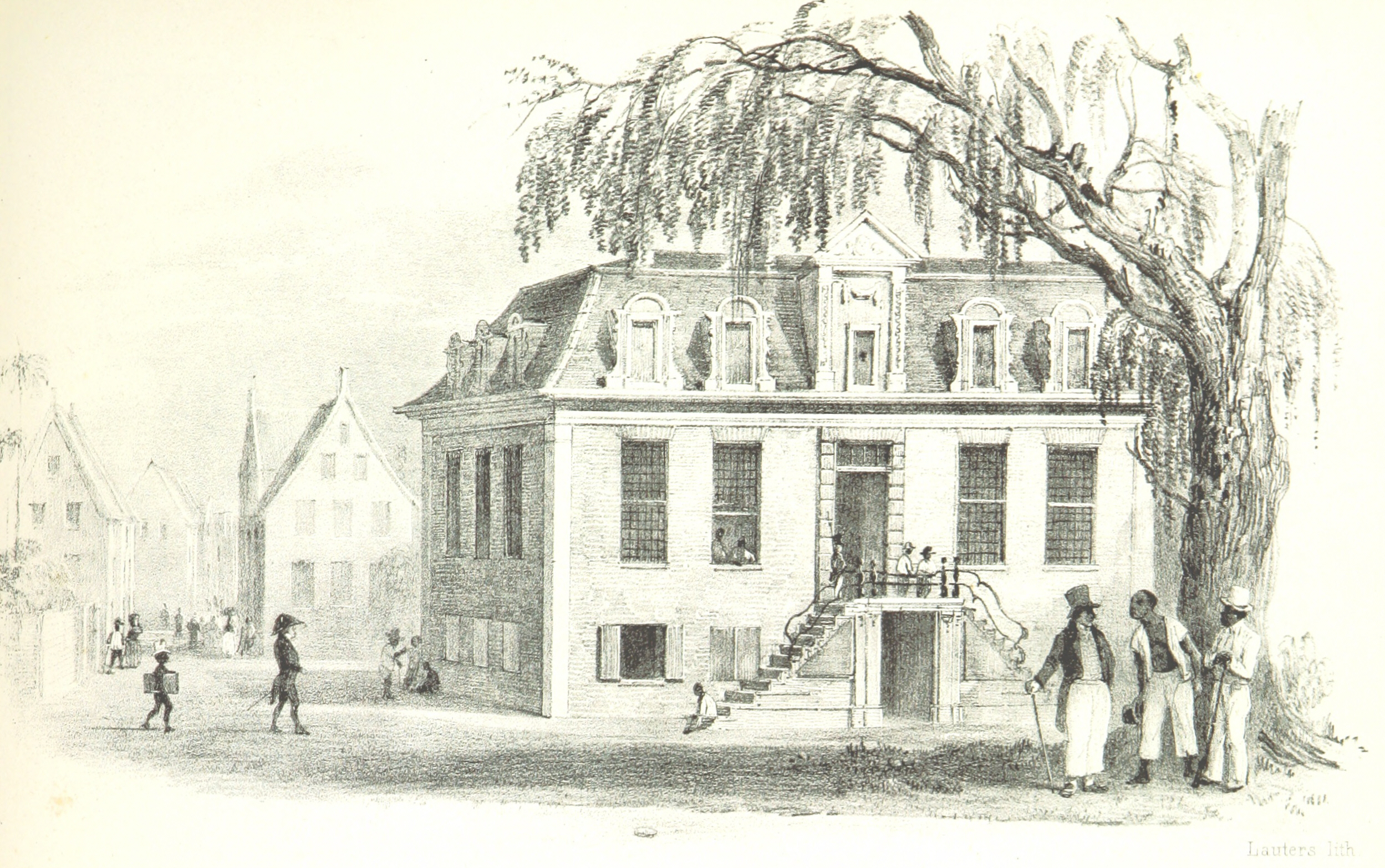
Het gerechtshof in ca. 1830.

Het Hof van Justitie, ook wel Ministerie van Justitie genoemd, is een monumentaal pand uit het laatste kwart van de achttiende eeuw, gelegen aan het Onafhankelijkheidsplein 4 in Paramaribo, Suriname, en is sinds de bouw in gebruik als Hof van Justitie. Het pand is onderdeel van de historische binnenstad van Paramaribo, die sinds 2002 door UNESCO aan de Werelderfgoedlijst is toegevoegd.

## Geschiedenis
In 1750 stond op de plaats van het gebouw van het Hof van Justitie een groot woonhuis, eigendom van de rijke Anna du Four, eigenares van de plantages Klaverblad, Sardam en Rorak, alle gelegen aan de Surinamerivier.
Haar huis werd vermoedelijk in 1755 gebouwd, een jaar vóór haar huwelijk met haar derde man, en was een van de grootste huizen van Paramaribo in die tijd. Het huis had destijds de allure van een statig Amsterdams grachtenhuis in rococostijl, maar dan van hout. Het had twee verdiepingen op een bakstenen onderbouw met op bel-etage een voorhuis met zijkamer en een achtergalerij, terwijl op de tweede verdieping twee grote slaapkamers waren en een achtergalerij. De kelder had een comptoir (kantoortje), een magazijn, een drammagazijn en een bottelarie. Op het erf stond zowel een schapenstal als een koeienstal.
Het gouvernement kocht in 1772 of 1773 het huis om er het Hof van Civiele Justitie onder te brengen. Het was een dure aankoop en naar bleek geen goede aankoop, want twintig jaar later bleek de houten constructie dusdanig verrot te zijn dat dit niet meer te repareren was.
In 1793 werd een nieuw gebouw gerealiseerd op de bestaande stenen onderbouw en stoep, deels geïnspireerd op het oude gebouw. Om houtrot te voorkomen was er gekozen om het gebouw in steen op te trekken. 
De eerste steen werd gelegd door gouverneur Friderici op 9 september 1793. Deze marmeren steen was oorspronkelijk ingemetseld boven de voordeur, maar werd later binnen in de bovenhal geplaatst.
Aan de achterzijde, aan de Mr. Dr. J.C. de Mirandastraat, werd een klein gebouw neergezet voor de zogenaamde om schuld gegijzelden, die per dag een kostgeld van drie gulden moesten betalen. Dit bijgebouw werd in de twintigste eeuw gesloopt.
Het gebouw kende na 1793 nog vele ingrijpende verbouwingen. Voor de restauratie in de periode 1967-1970 baseerde architectenbureau Van Oerle en Schrama zich op een tekening van Pierre Jacques Benoit uit ca. 1830.
Het interieur stamt nog grotendeels uit het eind van de achttiende eeuw.

## Bouw
Het gebouw van het Hof van Justitie is opgetrokken in baksteen en kent slechts een enkele woonlaag. De architectuur is gebaseerd op de classicistische stijl. Het pand is vijf traveeën breed en drie diep. Zowel aan de voor- als achterzijde bevindt zich een stenen trap die naar de bel-etage leidt.
De gevels zijn symmetrisch ingedeeld waarbij de voorgevel is geaccentueerd door geblokte hoeklisenen te gebruiken en een middenrisaliet voor de hoofdingang. Verder heeft het gebouw een attiek en een met leien bedekte mansardekap. Boven de hoofdingang bevindt zich een dakhuis als topbekroning.
De natuurstenen stoep met gietijzeren balusters in Lodewijk XV-stijl zijn vermoedelijk overgebleven van het huis van Anna du Four uit 1755.

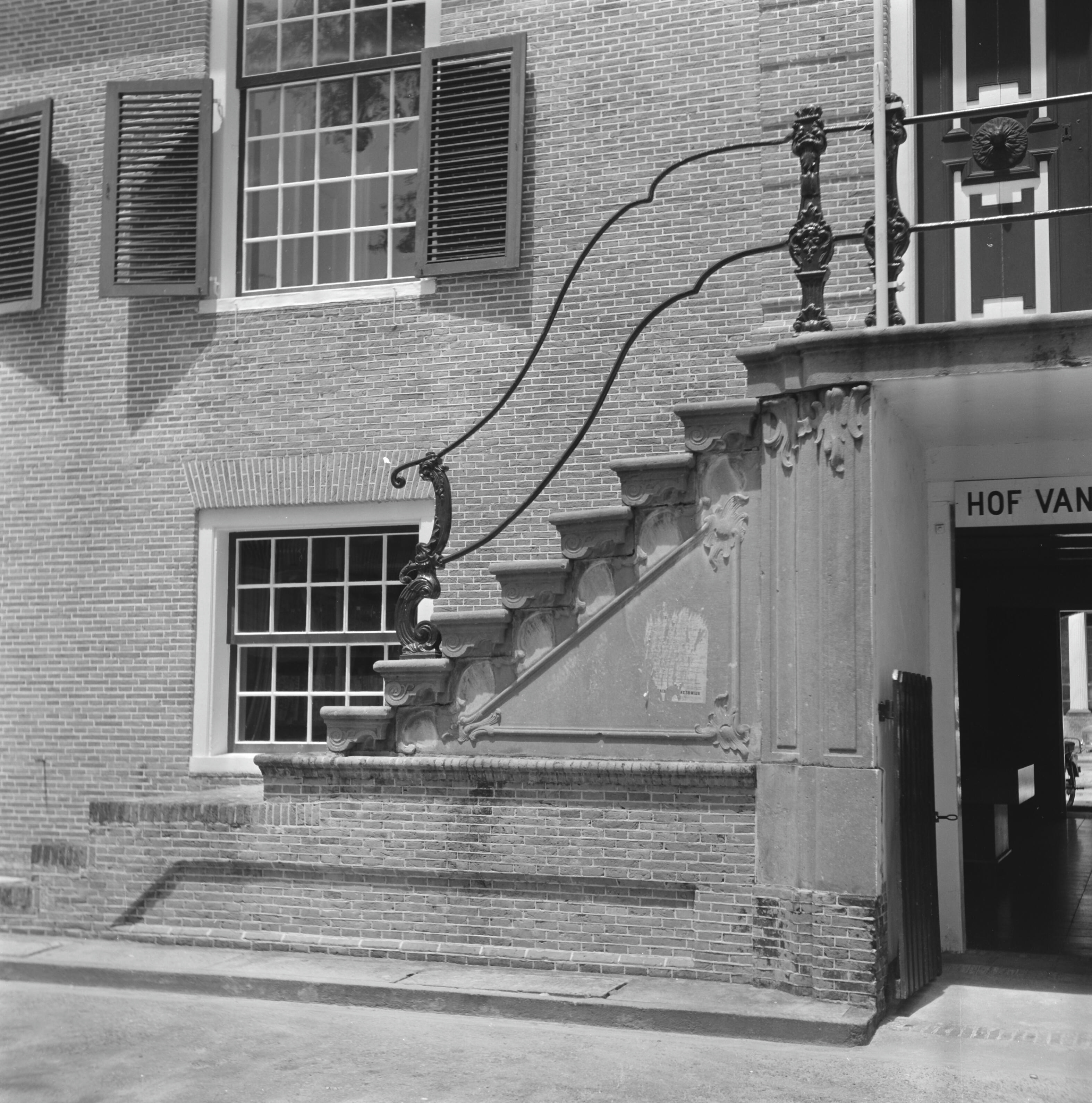
Detail van de stoep aan de pleinzijde (1971).
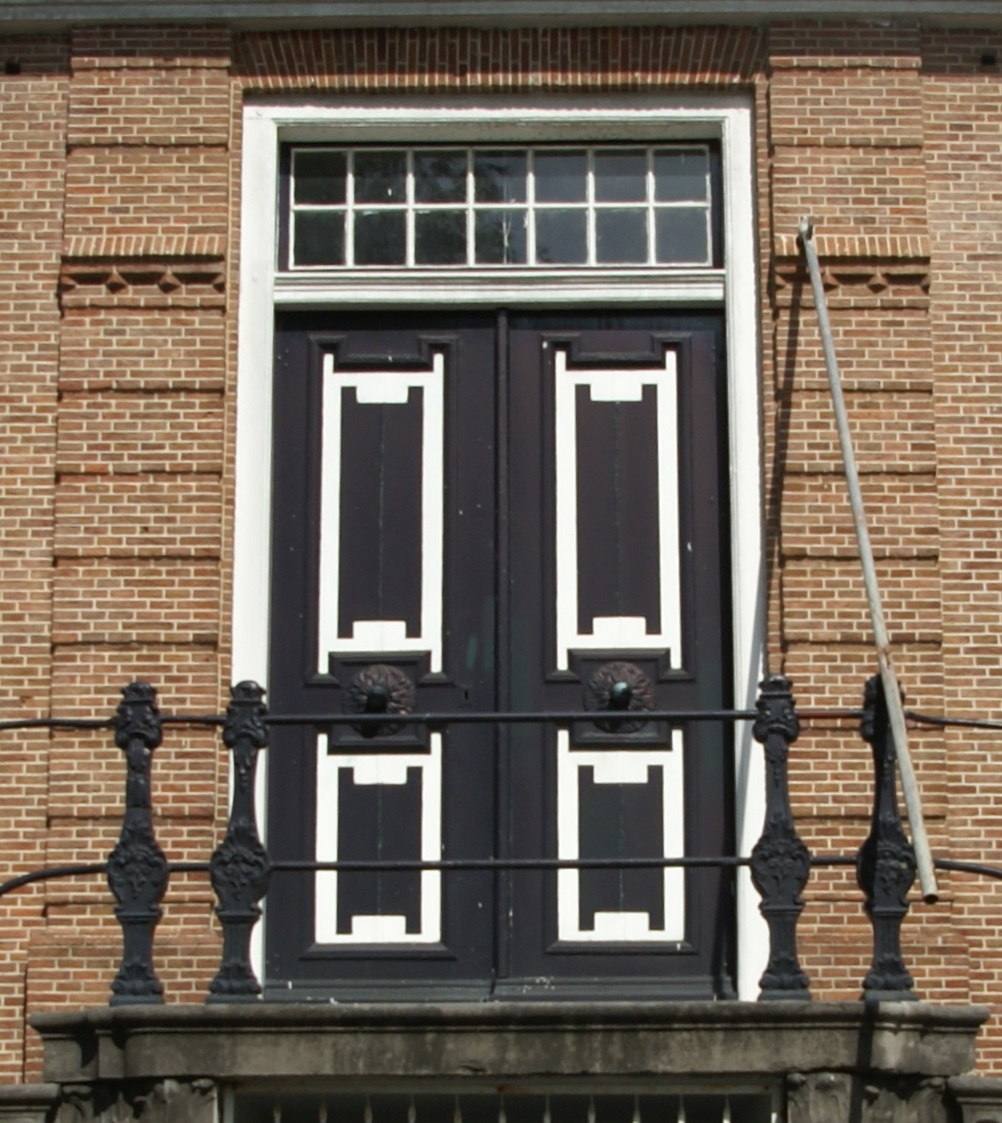
Entree uit 1793 met de gietijzeren balusters uit 1755.
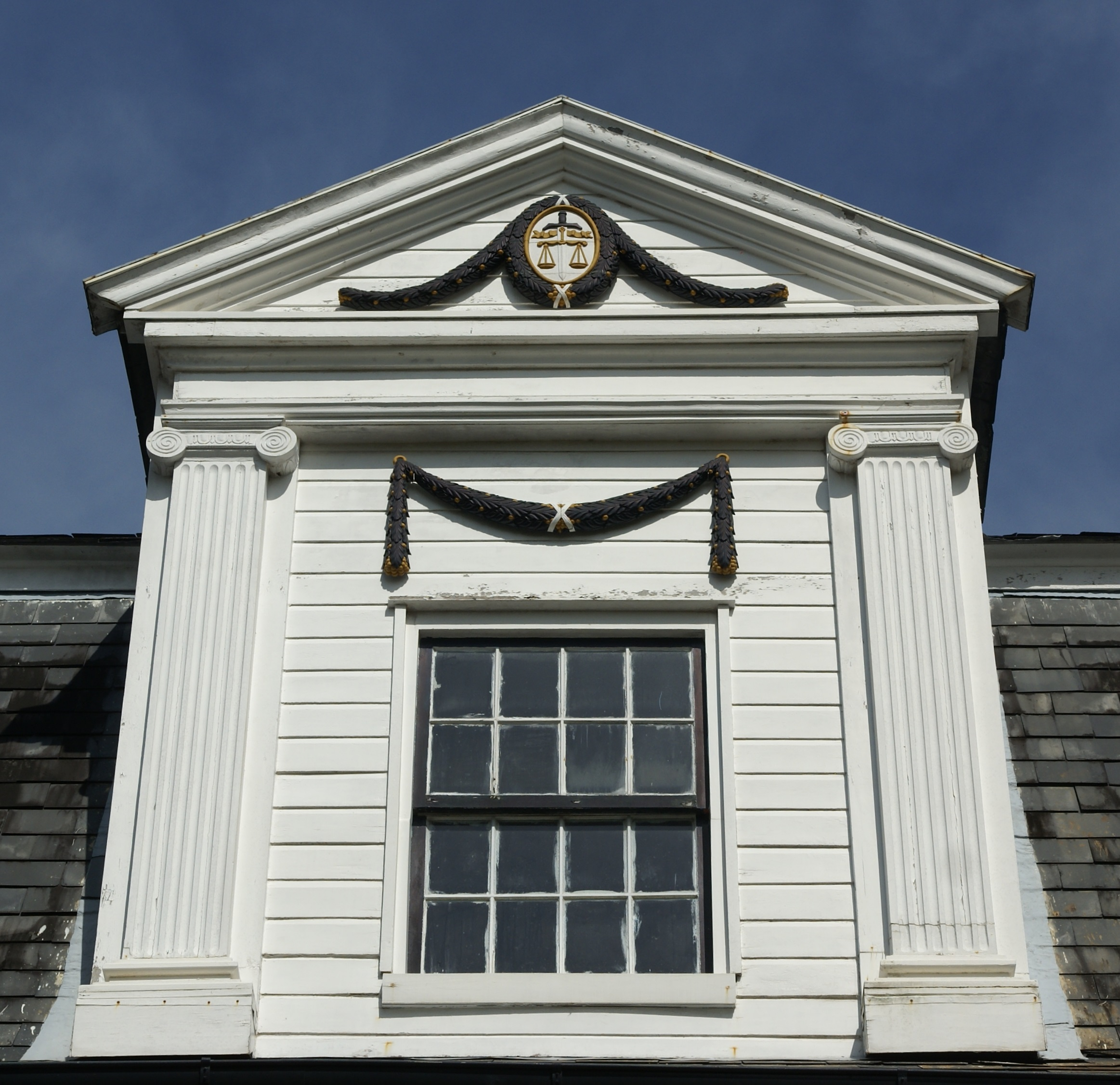
Het dakhuis boven de entree.